# Rocher du Diamant
Rocher du Diamant är en obebodd ö i Martinique. Den ligger i den sydvästra delen av Martinique. Arean är 0,053 kvadratkilometer.